# Euro Hockey Tour 2018/19
Die Euro Hockey Tour 2018/19 war eine Serie von internationalen Eishockeyturnieren zwischen den Nationalmannschaften Finnlands, Schwedens, Russlands und Tschechiens. Zur Austragung in der Saison 2018/19 gehörten der Karjala Cup im November 2018, der Channel One Cup im Dezember 2018, die Sweden Hockey Games im Februar 2019 sowie die Czech Hockey Games im Mai 2019.

## Turniere

### Karjala Cup
Der Karjala Cup 2018 wurde vom 8. bis 11. November 2018 in Helsinki (Hauptspielort) sowie in Prag (ein Spiel) ausgetragen. Sieger des Turniers wurde die russische Nationalmannschaft.

### Channel One Cup
Der Channel One Cup 2018 wurde vom 13. bis 16. Dezember 2018 in Moskau (Hauptspielort) sowie Sankt Petersburg (ein Outdoor-Spiel) und Tampere (ein Spiel) ausgetragen. Sieger des Turniers wurde die russische Nationalmannschaft. Mit 71.381 Zuschauern beim letzten Spiel des Turniers in der Gazprom-Arena in Sankt Petersburg wurde ein neuer Zuschauerrekord für Eishockeyspiele in Russland aufgestellt.

### Sweden Hockey Games
Die Sweden Hockey Games 2019 (auch Beijer Hockey Games) wurden vom 7. bis 10. Februar 2019 in Stockholm und Jaroslawl ausgetragen. Sieger des Turniers wurde die tschechische Nationalmannschaft.

### Czech Hockey Games
Die Czech Hockey Games 2019 (auch Carlson Hockey Games) wurden vom 1. bis 5. Mai 2019 in Brünn (Hauptspielort) und Stockholm ausgetragen. Sieger des Turniers wurde die finnische Nationalmannschaft.

## Gesamtwertung
| Platz | Mannschaft | Spiele | S | OTS | OTN | N | Tore  | Punkte |
| ----- | ---------- | ------ | - | --- | --- | - | ----- | ------ |
| 1.    | Russland   | 12     | 6 | 2   | 0   | 4 | 41:27 | 22     |
| 2.    | Finnland   | 12     | 5 | 1   | 2   | 4 | 27:29 | 19     |
| 3.    | Schweden   | 12     | 5 | 0   | 2   | 5 | 29:37 | 17     |
| 4.    | Tschechien | 12     | 4 | 1   | 0   | 7 | 30:34 | 14     |

## Statistik

### Beste Scorer
Quelle: eurohockey.com
| Spieler            | Mannschaft | Sp | T | V | Pkt | SM | +/− |
| ------------------ | ---------- | -- | - | - | --- | -- | --- |
| Michail Grigorenko | Russland   | 9  | 5 | 5 | 10  | 2  | 0   |
| Kirill Kaprisow    | Russland   | 9  | 4 | 4 | 8   | 0  | +3  |
| Dominik Kubalík    | Tschechien | 9  | 6 | 1 | 7   | 4  | +5  |
| Andrei Kusmenko    | Russland   | 8  | 6 | 1 | 7   | 0  | +1  |
| Mikko Lehtonen     | Finnland   | 9  | 2 | 5 | 7   | 2  | +3  |
| Emil Larsson       | Schweden   | 8  | 4 | 2 | 6   | 2  | +4  |
| Nikita Nesterow    | Russland   | 9  | 2 | 4 | 6   | 12 | −2  |
| Nikita Gussew      | Russland   | 6  | 0 | 6 | 6   | 0  | 0   |
| Jiří Sekáč         | Tschechien | 9  | 2 | 3 | 5   | 0  | +6  |
| Jewgeni Kusnezow   | Russland   | 2  | 2 | 3 | 5   | 2  | +5  |

(Legende zur Spielerstatistik: Sp oder GP = absolvierte Spiele; T oder G = erzielte Tore; V oder A = erzielte Assists; Pkt oder Pts = erzielte Scorerpunkte; SM oder PIM = erhaltene Strafminuten; +/− = Plus/Minus-Bilanz; PP = erzielte Überzahltore; SH = erzielte Unterzahltore; GW = erzielte Siegtore; 1 Play-downs/Relegation; Kursiv: Statistik nicht vollständig)

### Beste Torhüter
Quelle: eurohockey.com
| Spieler           | Mannschaft | Sp | Min | GTS  | Sv%  | SO |
| ----------------- | ---------- | -- | --- | ---- | ---- | -- |
| Igor Schestjorkin | Russland   | 3  | 120 | 0,50 | 98,2 | 1  |
| Ilja Konowalow    | Russland   | 2  | 125 | 1,44 | 91,7 | 0  |
| Kevin Lankinen    | Finnland   | 2  | 119 | 1,51 | 94,2 | 0  |
| Ilja Sorokin      | Russland   | 4  | 182 | 1,65 | 93,1 | 1  |
| Veini Vehviläinen | Finnland   | 4  | 248 | 1,69 | 92,4 | 2  |
| Patrik Bartošák   | Tschechien | 4  | 239 | 2,01 | 91,9 | 1  |
| Lars Johansson    | Schweden   | 4  | 242 | 2,48 | 91,5 | 0  |
| Šimon Hrubec      | Tschechien | 4  | 184 | 2,61 | 89,7 | 0  |

(Legende zur Torhüterstatistik: GP oder Sp = Spiele insgesamt; W oder S = Siege; L oder N = Niederlagen; T oder U oder OT = Unentschieden oder Overtime- bzw. Shootout-Niederlage; Min. = Minuten; SOG oder SaT = Schüsse aufs Tor; GA oder GT = Gegentore; SO = Shutouts; GAA oder GTS = Gegentorschnitt; Sv% oder SVS% = Fangquote; EN = Empty Net Goal; 1 Play-downs/Relegation; Kursiv: Statistik nicht vollständig)